# Clerotèrion

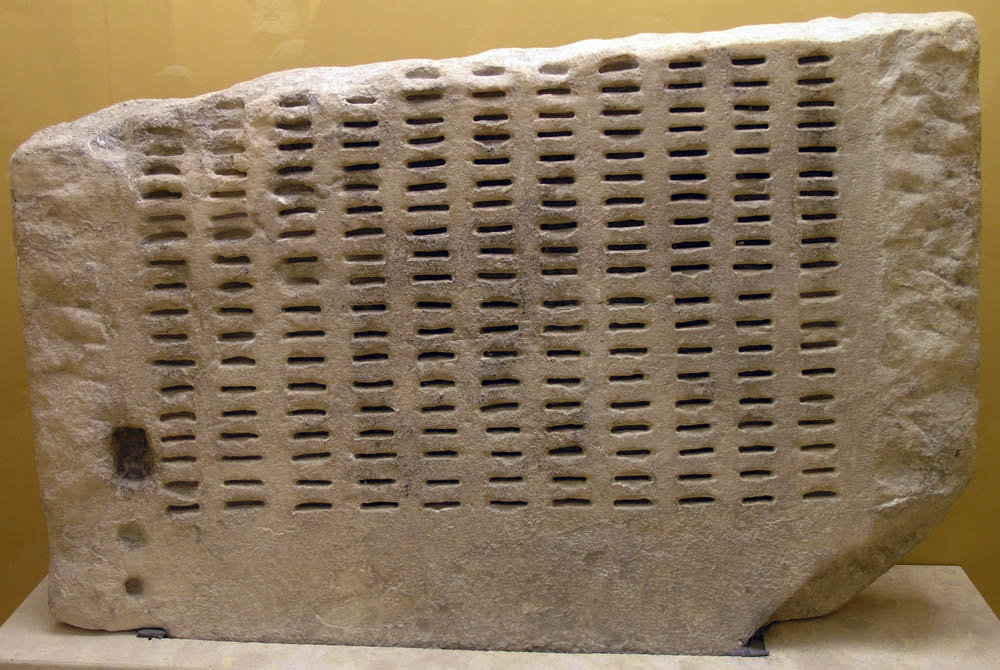
Un clerotèrion al Museu de l'Àgora d'Atenes

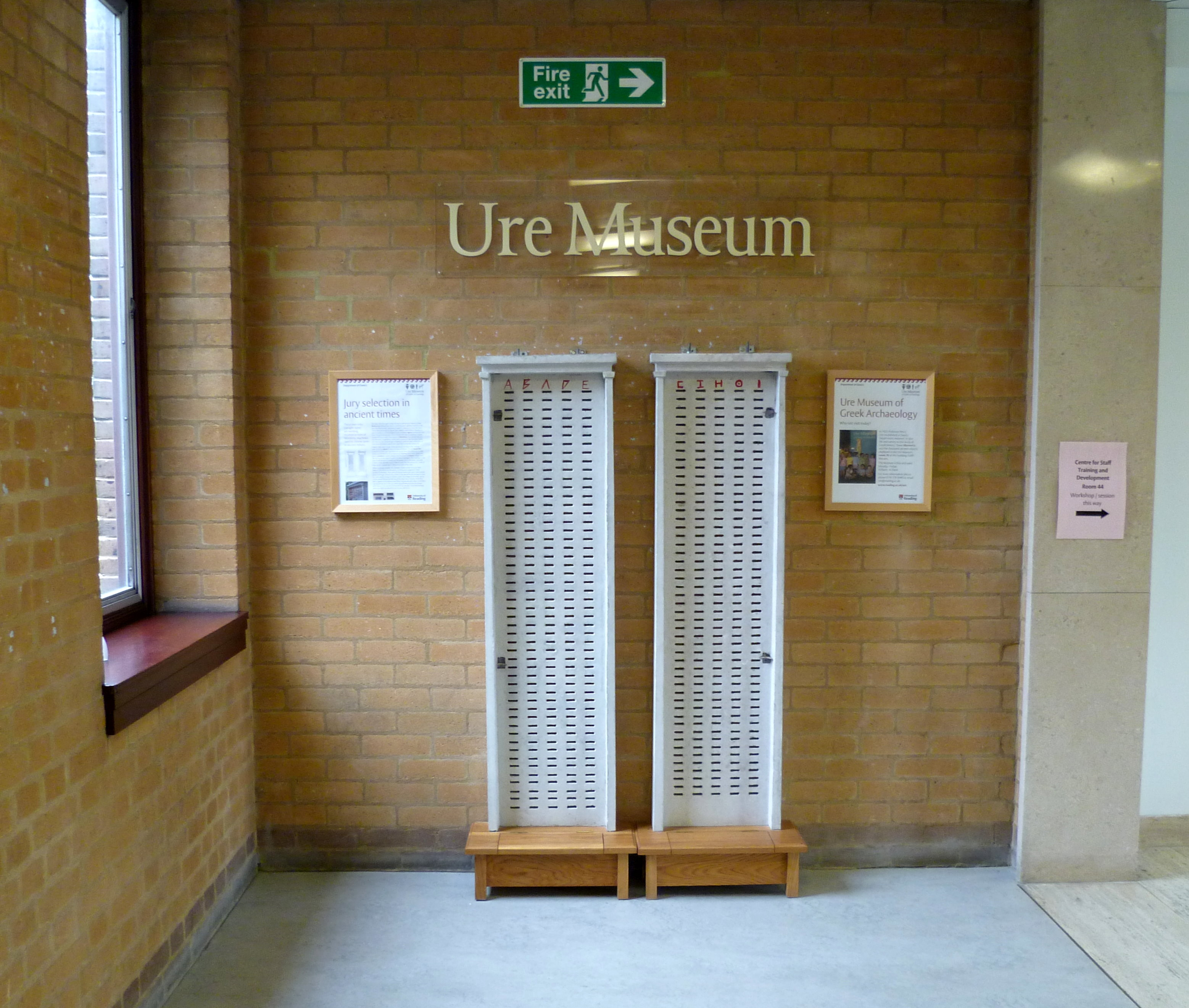
Un gran clerotèrion al Museu d'Arqueologia Grega

Un clerotèrion (grec antic: κληρωτήριον) era un dispositiu de caràcter aleatori utilitzat per les polis ateneses durant el període de la democràcia per a poder seleccionar els ciutadans que havien de formar part de l'assemblea bulé, de la majoria de les oficines estatals, dels nomotetes i dels jurats judicials.
El clerotèrion era una llosa de pedra perforada amb fileres de ranures i amb un tub adjunt. Els pinakion, o petites plaques de bronze que servien per identificar als ciutadans, es col·locaven aleatòriament a les ranures de manera que tots els membres de cadascuna de les tribus d'Atenes tinguessin les plaques a la mateixa columna. Hi havia un tub enganxat a la pedra que s'omplia amb daus de color diferent (se suposa que blancs i negres) que s'alliberaven d'un a un mitjançant un mecanisme que no ha sobreviscut, però que es creu que tenia dues menes d'ungletes, una per bloquejar l'extrem obert i l'altra per separar la matriu següent i deixar-la caure al damunt de la resta de daus. Quan s'alliberava una matriu, se seleccionava una filera completa de plaques, i per tant, un ciutadà de cadascuna de les tribus d'Atenes si la matriu tenia un color determinat, o bé es descartava si es tractava de l'altre color. Aquest procés continuava fins que se seleccionava el nombre necessari de ciutadans.

## Història
Abans del 403 aC, els tribunals publicaven una taula i el nombre de dicastes que es necessitaven. Els ciutadans que volien formar part del dicastèrion (tribunal del poble) se situaven a l'entrada del jutjat al començament del dia del judici. En els seus inicis, el procediment d'elecció es basava en «primer en arribar, primer en ser servit», però a partir de l'any 403 aC, l'elecció pels tribunals va experimentar una sèrie de reformes, i des del 370 aC, es va utilitzar el clerotèrion.

## Procediment
A la Constitució d'Atenes, Aristòtil explica la selecció de jurats de la dicastèrion. Cada demos dividia els seus dicastes en deu seccions, que compartien l'ús de dos clerotèrion. Els ciutadans candidats situaven la seva tauleta d'identificació (pinakion) en un cofre amb els de la seva polis. Quan tots els ciutadans interessats havien col·locat el seu pinakion al cofre, qui el presidia (l'arcont) el sacsejava i n'extreia unes quantes tauletes. El ciutadà que sortia en primer lloc era l'inseridor de bitllets (empektes). L'inseridor de bitllets anava traient les tauletes i les introduïa allà on li corresponia a cada ciutadà. El clerotèrion es dividia en 5 columnes, una columna per cada tribu, deu en total entre les dues màquines. Cada filera era coneguda com a kanomides. Quan l'inseridor de bitllets havia omplert el clerotèrion, deixava que el president col·loqués un conjunt de daus blancs i negres (Kyboi) al costat del clerotèrion. Hi havia tants daus blancs com el nombre de jurats necessaris. Aleshores, el president, l'arcont, deixava que els daus caiguessin per un tub situat al costat del clerotèrion d'un en un. Si el dau era blanc, se seleccionaven com a jurats tots els membres de la fila superior. Si el dau era negre, l'arcont passava a la següent filera en ordre descendent, i repetia el procés fins que es completessin totes les places dels jurats d'aquell dia.

## Investigació
La primera anàlisi significativa dels procediments d'assignació atenenca va ser l'obra Election by Lot de James Wycliffe Headlam, publicada l'any 1891. La Constitució d'Atenes d'Aristòtil, text descobert el 1879 i publicat per primera vegada com a obra d'Aristòtil el 1890, va ser un important recurs per als estudiosos. Al llarg del text, Aristòtil fa referències a un sistema de rifa que s'utilitzava per a nomenar funcionaris del govern. Els arqueòlegs van descobrir per primera vegada un clerotèrion als anys trenta a l'àgora d'Atenes, suposadament del segle ii aC. Aristòtil, la Kleroteria i els tribunals, de Sterling Dow (1939) va donar una visió general i analitzava les màquines descobertes. Abans de l'obra de Sterling Dow, la paraula kleroterion en Aristòtil sovint es traduïa com a 'sala d'assignació'. No obstant això, Dow va raonar que la clerotèrion no podia ser una 'habitació', ja que deia que «hi ha cinc kanomides ('fileres') a cadascuna de les clerotèries». Sempre que posava els kyboi, (daus) l'arcont sortejava els membres de les tribus al clerotèrion. Dow també va concloure que la descripció del clerotèrion d'Aristòtil (segle iv aC) s'aplicava també al clerotèrion descobert (segle ii aC). L'any 1937, Sterling Dow havia publicat un catàleg dels seus descobriments arqueològics a l'àgora atenenca. Hi descriu 11 fragments de clerotèria: 
| Fragment | Descripció |
| -------- | --- |
| I        | El fragment més complet, només conté una columna de ranures. Soltura intacta i con invertit per col·locar-hi els daus |
| II       | 2 columnes de ranures, 7 d'intactes en una columna i 8 en l'altra. Volada significativa anterior                      |
| III      | Les traces indiquen 4 columnes, un con molt més gran                                                                  |
| IV       | Petit fragment |
| V        | Fragment petit, però significatiu perquè les ranures eren inusualment llargues i inclinades                           |
| VI       | Múltiples fragments petits, que deuen ser parts d'una màquina molt més gran                                           |
| VII      | Petit fragment |
| VIII     | Fragment petit, es pot inferir que formava part d'una gran clerotèrion amb gairebé 300 ranures                        |
| IX       | Forats desiguals i mal funcionament                                                                                   |
| X        | Fragment gran i ben conservat, inferior a la meitat de l'original                                                     |
| XI       | Àmplia secció d'un clerotèrion, possiblement amb gairebé mil ranures                                                  |